# Konversationsstück (Kunst)

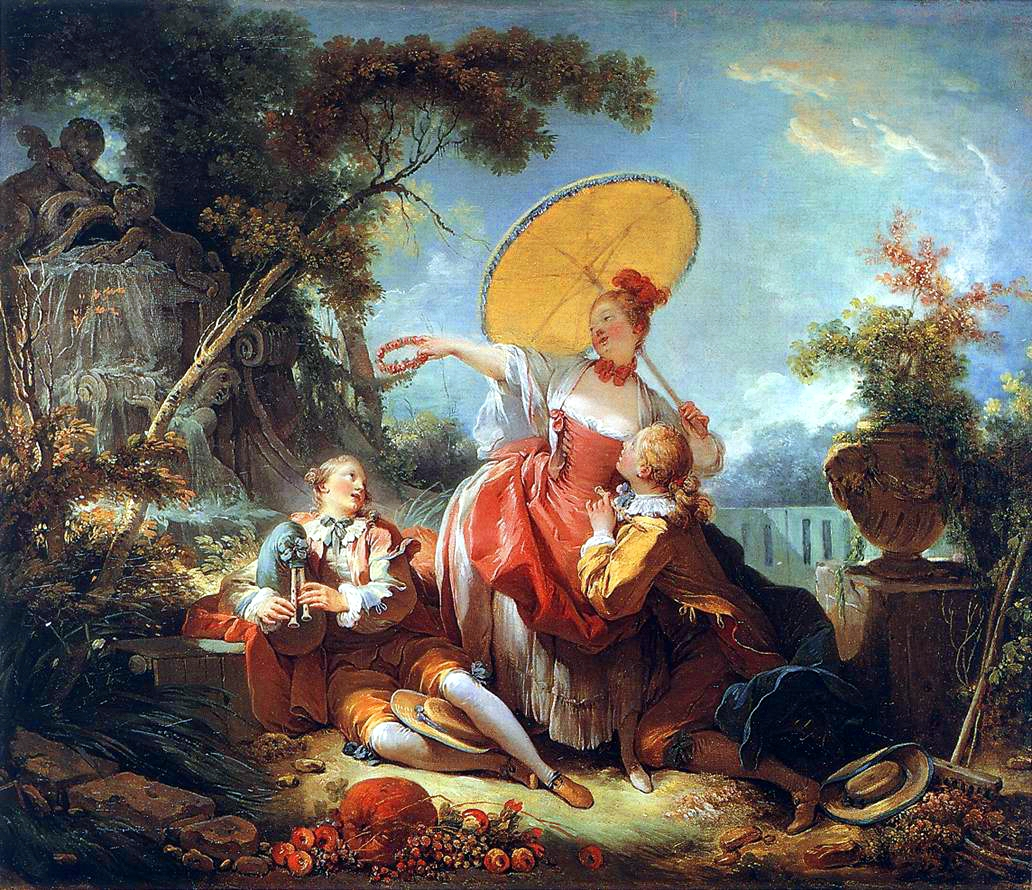
Jean-Honoré Fragonard (1732–1806): Galante Unterhaltung in einem Park, 1754/55; Öl auf Leinwand, 62 × 74 cm; Wallace Collection, London

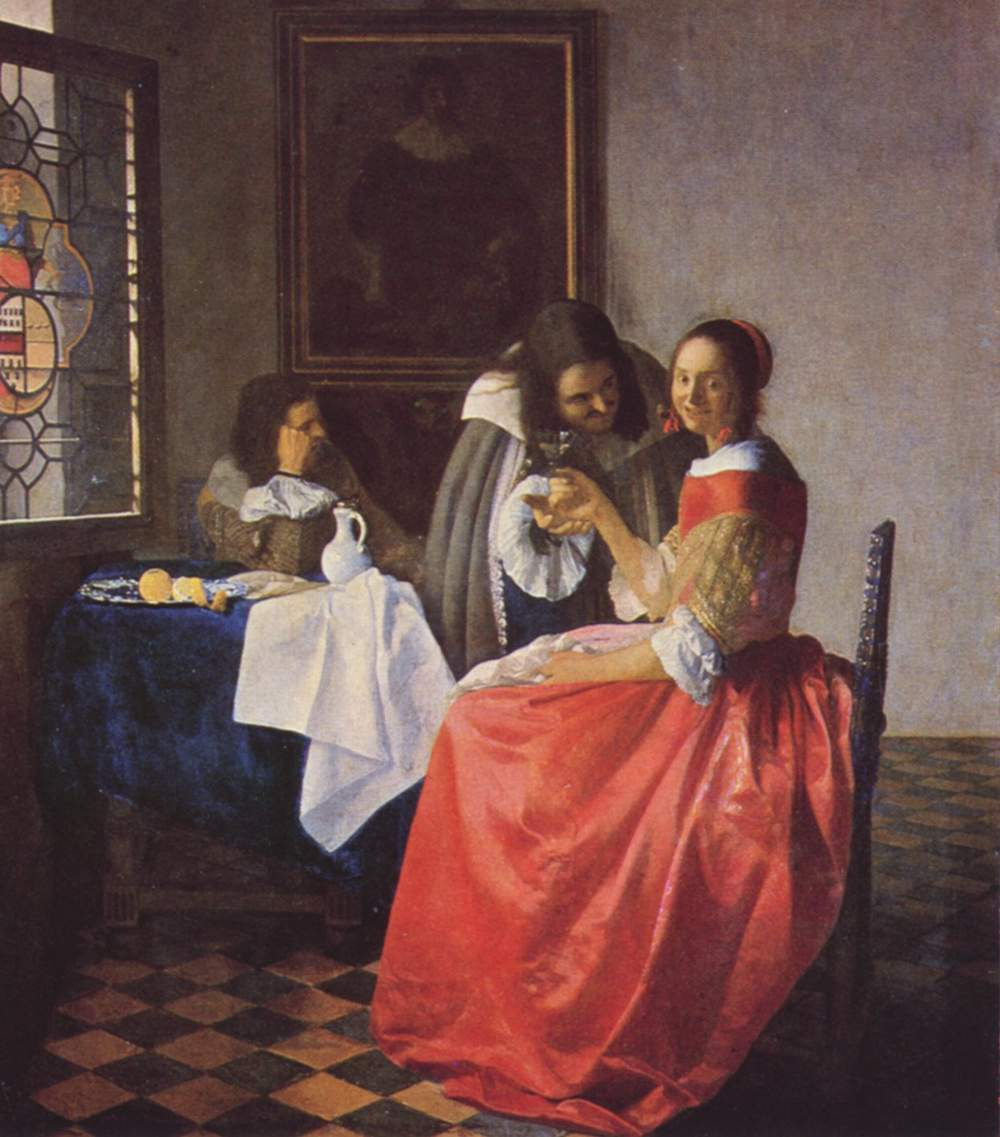
Jan Vermeer (1632–1675): Das Mädchen mit dem Weinglas, 1659/60; Öl auf Leinwand, 78 × 67 cm; Herzog Anton Ulrich-Museum, Wolfenbüttel

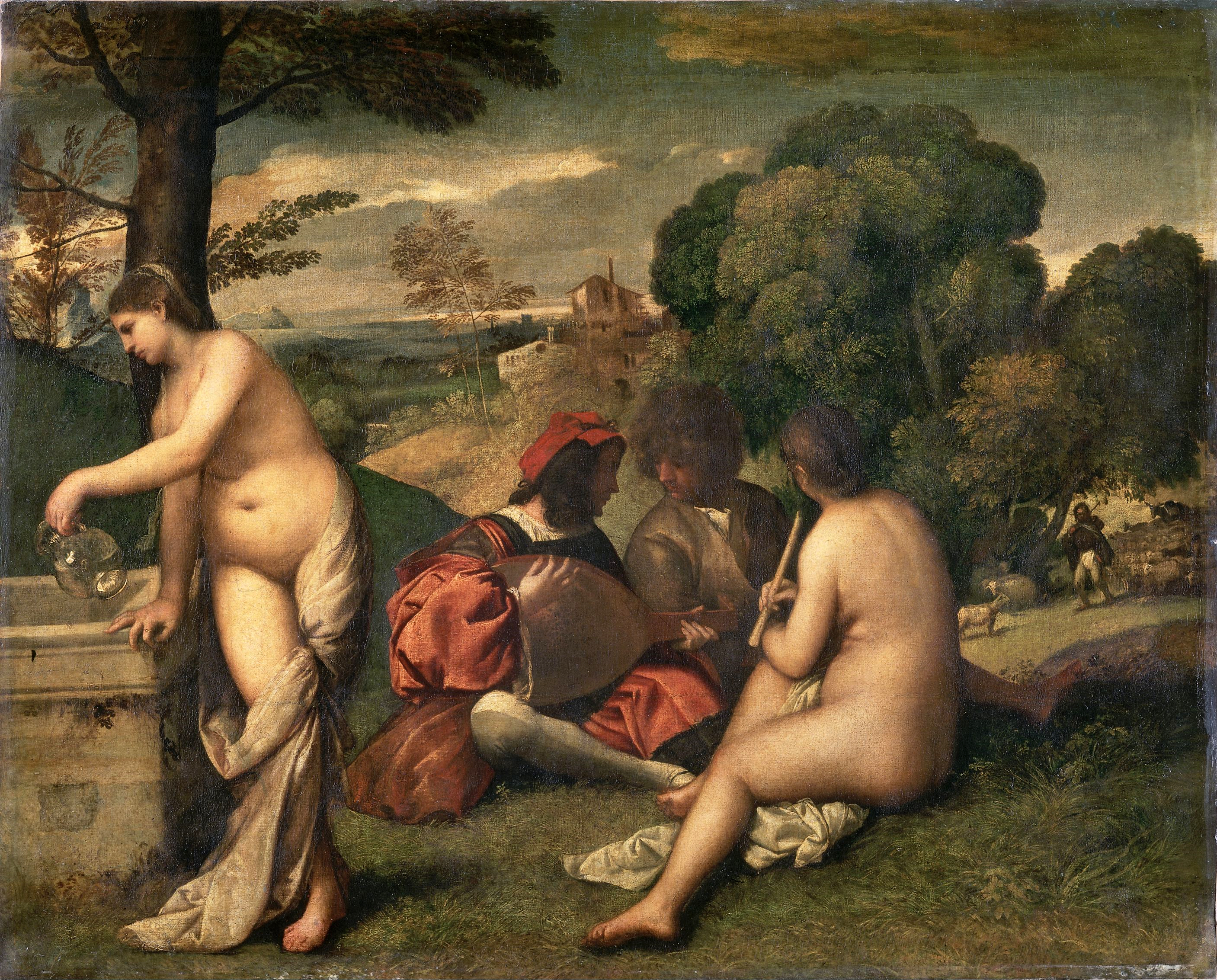
Giorgione (1477–1510): Ländliches Konzert, ca. 1510; Öl auf Leinwand, 110 × 138 cm; Louvre, Paris

Konversationsstück (seltener: Konversationsbild) ist die Bezeichnung für ein Genre in Malerei und Grafik, das Geselligkeit oder Personen im Gespräch zeigt. Als eigenes Genre hatten Konversationsstücke im 17. und 18. Jahrhundert in der europäischen Kunst ihre Blütezeit.

## Bildgegenstand
Konversationsstücke kombinieren Geselligkeiten und Unterhaltungen mit verschiedenen anderen Motiven und Genres, so zum Beispiel mit musikalischen Darbietungen, Festessen oder Liebeserklärungen; auch können Gesellschaftsspiele und Alkoholgenuss Gegenstand der Bilder sein. Als Milieus finden sich private Häuslichkeit (Interieurs), aber auch Gesellschaften im Freien oder Orte öffentlicher Geselligkeiten, wie zum Beispiel in Darstellungen von Personen im Theater oder im Kaffeehaus. Die niederländische Malerei behandelte auch die Lebenswelt der bäuerlichen Unterschicht, häufig mit spöttischem Unterton, wogegen sich die Auftraggeber gerne als gebildete Weltbürger in harmonischer Häuslichkeit zeigten.

## Geschichte
Als höfische conversation galante (galante Unterhaltung) taucht das Motiv in Europa zuerst auf französischen Tapisserien des 14. Jahrhunderts auf und ist dann vor allem in der venezianischen Renaissancemalerei anzutreffen, zum Beispiel in Giorgiones Konzert (ca. 1510).
Im 17. Jahrhundert wurde das Konversationsstück als auf Wirklichkeitsabbildung spezialisierte Malerei für gehobene bürgerliche Wohnräume zu einem eigenständigen Genre, so zum Beispiel bei Jan Vermeer, Pieter de Hooch, Gabriel Metsu und Gerard Terborch.
Die venezianischen Werke des 18. Jahrhunderts zeigen das gesellschaftliche Leben in den Ridotti (Einzahl: Ridotto), den privaten, nur einem ausgewählten Kreis zugänglichen kleineren Empfangszimmern der reichen Oberschicht und wurden zumeist auch für diese Räume gemalt. In Venedig waren sie häufig selbstironisch und ermöglichten so ihrem Besitzer, im Gespräch mit seinen Gästen, eine überlegene und über kleinliche Kritik erhabene Position einzunehmen. Dabei wurden – wie beim Karneval – der spielerische Tabubruch und die doppelbödige Abgründigkeit gepflegt, insbesondere vom bei den adligen Käufern besonders beliebten Maler Pietro Longhi.
Im 18. Jahrhundert setzte es sich auch in der französischen und englischen Malerei durch, zum Beispiel in den fêtes galantes Antoine Watteaus und Jean-Honoré Fragonards oder den „conversation pieces“ von William Hogarth, Gawen Hamilton, Arthur Devis und Johann Zoffany. Im 19. und 20. Jahrhundert erfuhr es, insbesondere mit dem Motiv der Tischgesprächs, zahlreiche Variationen, zum Beispiel in Menzels Tafelrunde Friedrichs II. in Sanssouci (1850) bis hin zu Familie des Malers von Henri Matisse (1911).